# الشيخ مقصود
الشيخ مقصود (بالكردية: Şêxmeqsûd، شێخ مەقسوود) حي ذو أغلبية كُرديّة  في مدينة حلب، سوريا.

## سبب التسمية
وتعود تسمية الحي بهذا الاسم نسبة إلى عالم دين إسلامي كردي سكنت عائلته جبل سيدة (التلة التي بني عليها الحي)، حيث كان للعائلة ابنان أحدهما يدعى مقصود والثاني طه، وسكن مقصود على تلة الشيخ مقصود لذلك سمي الحي باسمه، أما الابن الثاني فسكن في منطقة مجاورة تعرف الآن بـ الشيخ طه وهو حي مجاور للشيخ مقصود.

## الموقع الجغرافي
يقع حي "الشيخ مقصود" في الجهة الشمالية لحلب، فوق مرتفع يشرف على المدينة المنبسطة فوق وهدة راسخة على ضفتي نهر قويق الذي يعبرها من الشمال ويتجه ملتوياً نحو الجنوب. ويتحدد من الشرق بسكة القطار التي تصل مدينة حلب بالأراضي التركية، ومن الجنوب بالمقابر المسيحية والمقبرة العسكرية الفرنسية .

## التاريخ

### الحرب الأهلية السورية
خلال الحرب الأهلية السورية، فرضت وحدات حماية الشعب الكردية (و.ح.ش) سيطرتها على الحي. بعيدًا عن الجيوب التي يقطنها الأكراد، كان الشيخ مقصود عرضة للاعتداءات من قبل جبهة النصرة وجماعات إسلامية معارضة أخرى التي كانت تحاصر الحي من جميع الاتجاهات ما عدا الجنوب والغرب حتى طردوا من قبل القوات الموالية للحكومة الساقطة في يونيو 2016، مع وجود جبهات مع جماعات إسلامية معارضة في الشرق.
لقد قامت الجماعات الإسلامية المعارضة عدة مرات بقصف الشيخ مقصود، مما تسبب في تدمير الممتلكات والإصابات والوفيات بين المدنيين. في مايو 2016، أشار المدير الإقليمي لمنظمة العفو الدولية أن الهجمات على الشيخ مقصود تشكل «جرائم حرب». في منتصف يونيو 2016، اتهمت قوات سوريا الديمقراطية (والتي تعتبر وحدات حماية الشعب أحد مكوناتها) المدعومة أمريكيًا وروسيا قوات المعارضة السورية بالتسبب في مقتل أكثر من 40 مدنيًا في الشهر، وما مجموعه وفاة 1,000 مدني، من خلال القصف العشوائي للشيخ مقصود.

#### ما بعد سقوط النظام
بعد أن سيطرت قوات ردع العدوان في تاريخ 8 كانون الثاني 2025 على العاصمة دمشق ومعها أكثر مناطق سوريا، أبرمت الحكومة السورية إتفاقا مع تنظيم قسد تحت رعاية أمريكية-تركية في العاشر من آذار 2025، حيث بدأ تطبيق بنود الإتفاق في تاريخ 4 نيسان 2025 بعد أن بدأت أرتال قسد في الإنسحاب من الحي إلى مناطق سيطرتها في شرق سوريا مع عملية تبادل أسرى والبدء بدخول المؤسسات الحكومية والمنظمات المدنية.